# Rivière Dumoine
Rivière Dumoine är ett vattendrag i Kanada.   Det ligger i provinsen Québec, i den sydöstra delen av landet, 190 km nordväst om huvudstaden Ottawa.
I omgivningarna runt Rivière Dumoine växer i huvudsak blandskog. Trakten runt Rivière Dumoine är nära nog obefolkad, med mindre än två invånare per kvadratkilometer.